# Auguste Groner

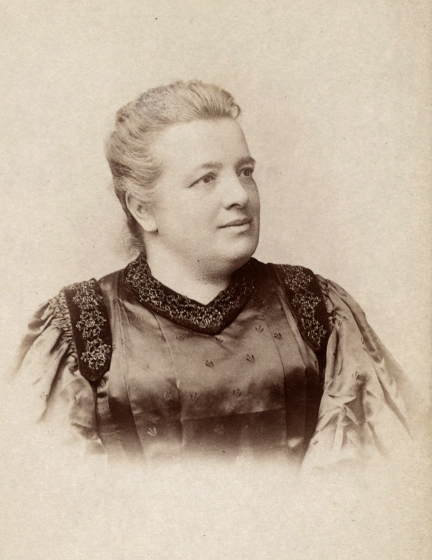
Auguste Groner

Auguste Groner (* 16. April 1850 in Wien, Kaisertum Österreich; † 7. März 1929 ebenda, gebürtig Auguste Kopallik) war eine österreichische Schriftstellerin. Sie veröffentlichte auch unter den Pseudonymen Olaf Björnson, A. von der Paura, Renorga und Metis.

## Leben
Auguste Kopallik wurde 1850 als Tochter eines Regierungsbeamten in Wien geboren. Der Kirchenhistoriker Joseph Kopallik und der Maler Franz Kopallik waren ihre Brüder. Von 1876 bis 1905 war sie als Volksschullehrerin tätig. 1879 heiratete sie den Journalisten Richard Groner. Um 1882 begann sie mit dem Schreiben. Zunächst schrieb die produktive und vielseitige Feuilletonschriftstellerin Rätselgedichte, Jugend- und historische Heimaterzählungen. Für ihr Werk wurde sie bereits 1893 von der Literarischen Abteilung der Weltausstellung in Chicago geehrt. Seit 1890 erschienen auch zahlreiche Kriminalerzählungen und -romane, die teilweise ins Skandinavische und Englische übersetzt wurden. Groner erfand den ersten Seriendetektiv der deutschsprachigen Literatur, Joseph Müller, der das erste Mal in der Erzählung Die goldene Kugel erscheint, die 1892 veröffentlicht wurde. 1894 begründete sie die Österreichische Jugendzeitung (Beilage zum Wiener Abendblatt) und die Österreichische Jugendbibliothek.

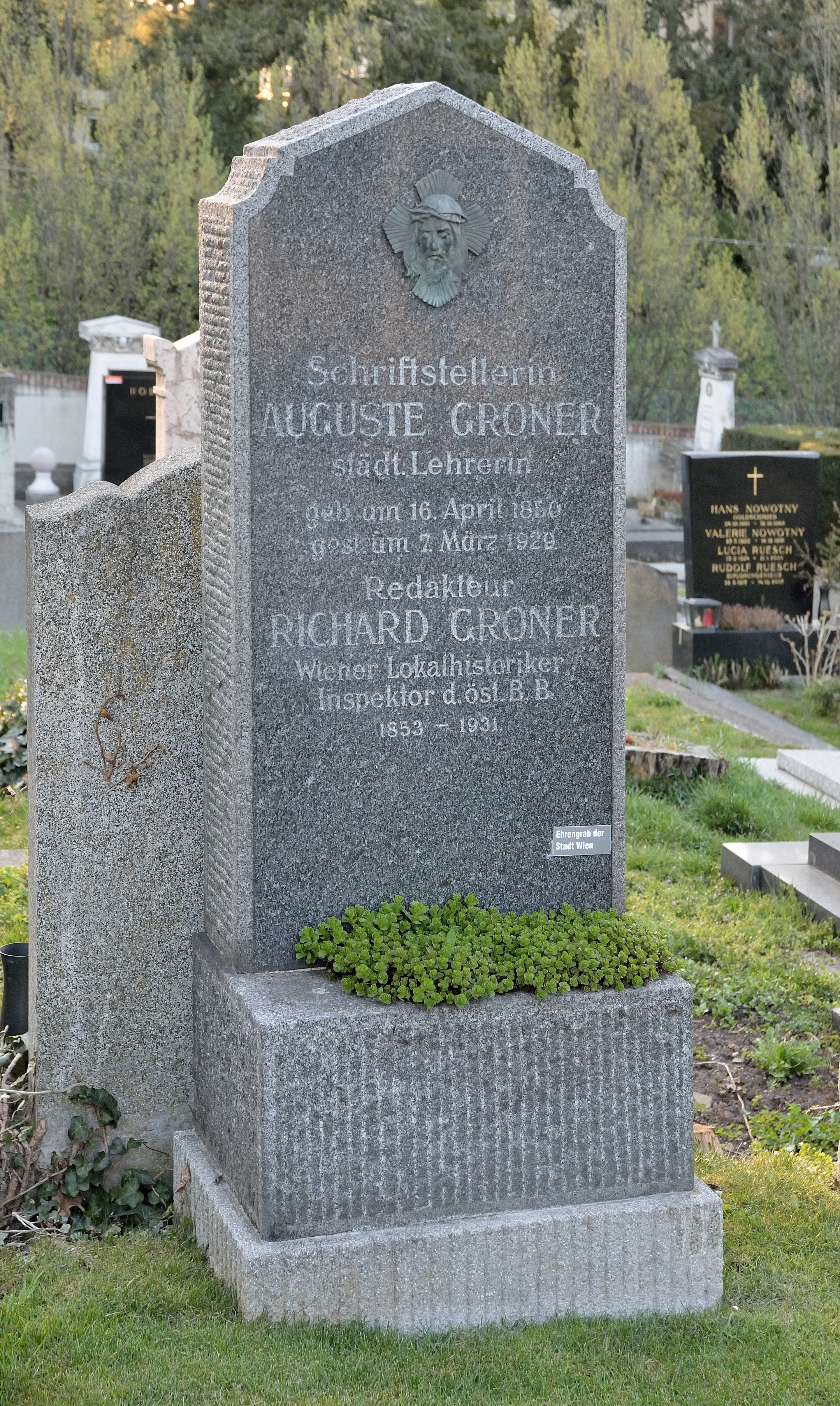
Grabmal am Hietzinger Friedhof

Auguste Groner starb 1929 in Wien und wurde in einem ehrenhalber gewidmeten Grab auf dem Hietzinger Friedhof (Gruppe 4, Nummer 88) bestattet.
Nach Auguste Groner ist die Goldene Auguste benannt, ein Preis für Verdienste um die Kriminalliteratur von Frauen.

## Werke (Auswahl)
- Joseph Müller Romane und Erzählungen:
  - Das Geheimnis der Sylvesternacht (Novelle) 1890
  - Die goldene Kugel (Novelle) 1892
  - Wer ist es? (Novelle) 1894
  - Wie ich ermordet wurde (Novelle) 1895
  - Das Beichtgeheimnis (Novelle) 1897 (Digitalisat)
  - Der alte Herr (Novelle) 1898
  - Warum sie das Licht verlöschte (Roman) 1899
  - Das Pharaonenarmband (Roman) 1900
  - Das Haus im Schatten (Novelle) 1902
  - Die blaue Dame (Roman) 1905
  - Üppiges Gras (Erzählung) 1905
  - Der Mann mit den vielen Namen (Roman) 1906
  - Warenhaus Groß & Comp. (Roman) 1907
  - Die schwarze Schnur (Roman) 1908
  - Der rote Merkur (Roman) 1910
  - Das Kreuz der Welser (Roman) 1912
  - Das Geheimnis der Eremitage (Roman) 1916
  - Der Drudenfuß (Novelle) 1916
  - Das wandernde Licht (Roman) 1922

- Mene tekel.... Eine seltsame Geschichte. (1892, Digitalisat)

## Buchausgaben
- Der Brief aus dem Jenseits. Kriminalnovellen. Verlag Das Neue Berlin, Berlin 1985. (Neuauflage 2020, ISBN 978-3-7437-3494-4)
- Joseph Müller, Detektiv. Criminalgeschichten. Verlag Lindenstruth, Gießen 2002, ISBN 3-934273-30-0.
- Der Unsichtbare. Unheimliche Erzählungen. Verlag Lindenstruth, Gießen 2004, ISBN 3-934273-33-5.
- Das Pharaonenarmband. Verlag Lindenstruth, Gießen 2011, ISBN 978-3-934273-32-0.
- Der rote Merkur. Herausgegeben und bearbeitet von Traude Korosa, mit einem Vorwort von Edith Kneifl, Edition Mokka, Wien 2011, ISBN 978-3-902693-25-9.
- Warenhaus Groß & Comp. tredition, Hamburg 2012, ISBN 978-3-8472-7192-5.
- Das Haus im Schatten. Ein Joseph Müller-Detektivroman. Verlag Lindenstruth, Gießen 2013, ISBN 978-3-934273-34-4.